# さをり織り
さをり織り（さをりおり、英: SAORI）は、日本の染織家・城みさを（1913年 - 2018年）が1969年に大阪で提唱した手織りの総称である。均一性や規範に依存しない自由な織りを旨とし、織り手の感性、偶然性、不揃いを肯定する思想と実践を中核に持つ。「布を織るのではなく、自分を織る」という標語で知られ、教育・福祉・地域文化活動にも広がった。

## 概要
さをり織りは、伝統的な設計図や見本に倣う態度から距離を置き、織りムラ、色の飛び込み、糸の節、経糸の抜けといった「人間にしか生みえない痕跡」を積極的に生かす表現を特長とする。活動の初期から掲げられた「四つの願い（Four Slogans）」は、①機械と人間の違いを考える、②思い切って冒険する、③キラキラと輝く目を持つ、④互いに学び地域へ広げる、の4点であり、技術の巧拙よりも個々人の感性を引き出す姿勢を示す。

## 用語
「SAORI」は運動名・実践名として国際的に用いられ、英語圏では “SAORI weaving” と紹介される。1969年創始という年次は、英語圏向けの公式説明および日本語の教室サイト等でも反復されている。

## 歴史
1969年、城みさをが57歳で手織りを始めた際、経糸が抜けた布を「傷物」ではなく「表現」と捉え直した体験が思想化の起点となったと語られている。1970年代に大阪で学びの場（手織適塾）が開かれ、1980年代以降は障害のある人や高齢者などへ活動が広がった。2005年の愛・地球博では、市民プロジェクトとして185日間にわたり来訪者が織り継ぐプログラムが行われ、3万人超が参加したとNPOが説明している。世界博覧会の開催期間や会期枠については博覧会公式資料でも確認できる。

## 理念
四つの願いは、さをり織りの規範的価値を簡潔に示すもので、創始期からの指針と位置づけられる。これと連動して、「教えないで引き出す」指導法が採られ、模倣や正誤の基準よりも、過程での気づき・自己表現を重視する。

## 技法と特徴

### 表現上の特徴
- 決まったパターンや整列性よりも、偶然性・不均整の受容を重視する[1]。
- 節糸・裂き布・異素材を横糸に混ぜる、意図的な色の「飛び込み」、経糸の間引き等の実験的手法を許容する[1]。
- 完成品（布）そのものより、織る過程での気づきや相互学習を重んじる[1]。

### 仕立て・応用
作品は衣服・バッグ・タペストリー・インテリアなど多様に展開され、公共空間での大規模展示も行われている。神奈川県のJR川崎駅では、布の廃材を活用した反物展示が2022年に行われた。同企画は市民参加型のアートプロジェクトとしても紹介されている。

## 織機・用具
さをりの実践では、初心者や高齢者・障害のある人にも扱いやすい構造をもつ織機（SAORI loom）が普及している。折りたたみ式のWX60などの60シリーズが一般的で、標準は2枚綜絖構成、後付けで4枚綜絖化できるキットも流通する。進行中作品を取り外し、別作品へすぐ切り替えられる「インサイド・セット」（内装一式）と呼ばれるアクセサリも用意される。

## 普及と組織
日本国内では、手織適塾SAORI（本店・大阪・千駄ヶ谷・広島など）の拠点や、NPO法人さをりひろば、さをりの森等の民間団体が、体験会・講座・展示・販売・国際協力を展開している。NPOの自己紹介によれば、現在は国内外で会員が活動し、海外を含め40か国以上で取り組みがあるという。
国際的には、英語圏の公式サイト（SAORI Global）が理念・歴史をまとめ、海外のスタジオや教育機関・コミュニティがワークショップや展示を行っている。

## 教育・福祉での活用
学校教育や生涯学習の場で、さをりの自由度を生かした造形学習や多様性理解の教材として活用される例がある。高校家庭科での取組報告では、他者理解の契機になり得る点が論じられている（研究紀要の参照文献）。 
福祉分野では、就労支援やリハビリテーションの現場において、公的機関が工程と支援ポイントを整理したマニュアルを公表している（国立障害者リハビリテーションセンター）。

## 主なプロジェクト・展示
- 震災復興に関わる共同制作として、神戸と東北の被災地をつなぐ3,000人規模の制作・展示が2016年に報じられた[18]。
- JR川崎駅の北口通路では、布の廃材を活用した反物展示が2022年に実施され、新聞各紙で紹介された[19][20]。
- 愛・地球博（2005年）の会期中、市民プロジェクトで来訪者が織り継ぐ体験プログラムが展開された（NPO自己記述）[3]。

## 評価
大量生産の均質美に対して「差異」を肯定する美学を提示し、教育・福祉・地域の現場で表現のバリアフリー化に資する点が評価されている。一方で、商業的な様式固定化や優劣競争から距離を置く自己規律が理念上強調され続けている。

## 文献
- 舟橋久子 編著『さをりの世界—作品と城みさを氏のことば』（東方出版、2023年。ISBN 978-4-86249-446-7）[21]